# Dorsanum
Dorsanum is een geslacht van weekdieren uit de klasse van de Gastropoda (slakken).

## Soorten
- Dorsanum javanum K. Martin, 1931 †
- Dorsanum miran (Bruguière, 1789)